# Donalsonville
Donalsonville is een plaats (city) in de Amerikaanse staat Georgia, en valt bestuurlijk gezien onder Seminole County.

## Demografie
Bij de volkstelling in 2000 werd het aantal inwoners vastgesteld op 2796.
In 2006 is het aantal inwoners door het United States Census Bureau geschat op 2698, een daling van 98 (-3,5%).

## Geografie
Volgens het United States Census Bureau beslaat de plaats een oppervlakte van
10,3 km², geheel bestaande uit land.

## Plaatsen in de nabije omgeving
De onderstaande figuur toont nabijgelegen plaatsen in een straal van 28 km rond Donalsonville.

## Geboren
- John Anglin (1930-?), crimineel
- Clarence Anglin (1931-1962?), crimineel